# Doctor Robert
Doctor Robert – utwór zespołu The Beatles napisany przez Johna Lennona i Paula McCartneya, nagrany 17-19 kwietnia 1966. Został umieszczony w 1966 roku na albumie Revolver.

## Podział ról
- John Lennon – wokal, gitara rytmiczna, fisharmonia
- Paul McCartney – gitara basowa, wokal wspierający
- George Harrison – gitara, marakasy, wokal wspierający
- Ringo Starr  – perkusja